# IJsland op de Olympische Winterspelen 1976
Tijdens de Olympische Winterspelen van 1976, die in Innsbruck (Oostenrijk) werden gehouden, nam IJsland, na in 1972 niet te hebben deelgenomen, voor de zevende keer deel.

## Deelnemers en resultaten

### Alpineskiën
| Olympiër               | Discipline       | Resultaat | Prestatie                        |
| ---------------------- | ---------------- | --------- | -------------------------------- |
| Haukur Jóhannsson      | reuzenslalom (m) | dnf-2     | opgave run 2                     |
| Haukur Jóhannsson      | slalom (m)       | 32e       | 2.24,05 (+20,76) 1.10,89+1.13,16 |
| Sigurður Jónsson       | reuzenslalom (m) | 39e       | 3.56,22 (+29,25) 1.58,46+1.57,76 |
| Sigurður Jónsson       | slalom (m)       | 24e       | 2.17,34 (+14,05) 1.07,28+1.10,06 |
| Tómas Leifsson         | reuzenslalom (m) | 46e       | 4.05,37 (+38,40) 2.01,83+2.03,54 |
| Tómas Leifsson         | slalom (m)       | dnf-1     | opgave run 1                     |
| Árni Óðinsson          | reuzenslalom (m) | dnf-2     | opgave run 2                     |
|                        |                  |           |                                  |
| Steinunn Sæmundsdóttir | reuzenslalom (v) | 36e       | 1.41,07 (+11,94)                 |
| Steinunn Sæmundsdóttir | slalom (v)       | 16e       | 1.44,72 (+14,18) 53,55+51,17     |
| Jórunn Viggósdóttir    | reuzenslalom (v) | 35e       | 1.40,81 (+11,68)                 |
| Jórunn Viggósdóttir    | slalom (v)       | dnf-1     | opgave run 1                     |

### Langlaufen
| Olympiër            | Discipline | Resultaat | Prestatie              |
| ------------------- | ---------- | --------- | ---------------------- |
| Halldór Matthíasson | 15 km (m)  | 47e       | 48.42,22 (+4.43,75)    |
| Halldór Matthíasson | 30 km (m)  | 64e       | 1:50.02,09 (+19.32,71) |
| Halldór Matthíasson | 50 km (m)  | 42e       | 3:02.51,17 (+25.21,12) |
| Trausti Sveinsson   | 15 km (m)  | 69e       | 52.50,29 (+8.51,82)    |
| Trausti Sveinsson   | 30 km (m)  | 63e       | 1:47.48,45 (+17.19,07) |

Andorra · Argentinië · Australië · België · Bondsrepubliek Duitsland · Bulgarije · Canada · Chili · Duitse Democratische Republiek · Finland · Frankrijk · Griekenland · Groot-Brittannië · Hongarije · IJsland · Iran · Italië · Japan · Joegoslavië · Libanon · Liechtenstein · Nederland · Nieuw-Zeeland · Noorwegen · Oostenrijk · Polen · Roemenië · San Marino · Sovjet-Unie · Spanje · Taiwan · Tsjecho-Slowakije · Turkije · Verenigde Staten · Zuid-Korea · Zweden · Zwitserland